# Paul Felgenhauer
Paul Felgenhauer (16. listopadu 1593 Buškovice – po 1677 Brémy?) byl teolog, kazatel a chiliasta, autor několika knih. Jeho dílo mělo ohlas zejména v severním Německu. S jeho názory polemizoval Jan Amos Komenský.

## Životopis
Felgenhauer se narodil v rodině luteránského pastora v poddanském městě Buškovicích na Podbořansku. V roce 1608 se imatrikuloval na univerzitě ve Wittenbergu, kde v předbělohorském období získalo akademické vzdělání mnoho studentů z Čech. Po návratu domů uveřejnil ještě před Bílou horou dvě knihy: Chronologii (1619) a Speculum temporis (1620). V roce 1623 musel z náboženských důvodů Čechy opustit a odešel do Amsterdamu.
Zde vydal několik polemických spisů, které vyšly ve vysokém nákladu, v nichž napadal církevní organizaci. Mezi věřícími zejména v severním Německu nacházely ohlas, takže farnosti v Lübecku a Hamburku považovaly za nutné proti němu veřejně vystoupit. Rovněž Jan Amos Komenský se jeho názory polemicky zabýval, a to ve spisu De iterato Sociniano irenico iterata ad Christianos admonitio z roku 1661.
Felgenhauer se pak načas usadil ve městě Bederkesa (dnes Bad Bederkesa) v Dolním Sasku. Odtud byl na konci 40. let vyhoštěn kvůli neoprávněnému udělování svátosti a zakládání náboženské obce. Krátce pobýval v Holandsku, odkud odešel do města Sulingen rovněž v Dolním Sasku. Zde byl z podnětu svých teologickýcgh odpůrců roku 1657 uvržen do vězení. V něm o rok později sepsal své Vyznání víry. V letech 1659–1660 pobýval v Hamburku, kde sepsal kázání na nedělní evangelia. Naposledy se v písemných pramenech objevuje v roce 1677 v souvislosti se svým pobytem v Brémách.

## Názory
Felgenhauer byl náboženský myslitel, inklinující k chiliasmu, mystice a pantheismu. Vyslovoval se proti všem církvím v institucializované podobě, sám však žádnou sektu nezaložil. Hlavním motivem jeho knih bylo popírání lidské podstaty Krista. Felgenhauer rovněž popíral existenci Nejsvětější Trojice. Bůh je podle něj jediný, má jen tři jména. Všechny živé bytosti jsou složené z těla, duše a ducha. To platí i pro zvířata, která byla Kristem rovněž vykoupena. Člověk má trojího ducha: elementárního, který zanikne v okamžiku smrti, andělského, jenž po tisíci letech přejde do příbytku Spravedlivých, a konečně božského. Ten sídlí v hlavě a po smrti přejde do ráje, čímž se člověk stane součástí Boha.

## Dílo
Felgenhauer je autorem těchto spisů (výběr):
- Decisio Prophetica Belli Bohemici. Eine sehr nothwendig und nützliche Frage zu diesen letzten Zeiten, 1620.
- Apologia Christiana in puncte v. d. Person Christi, 1634.
- Eine Rede oder Schrifft vom Abendmahl, Amsterdam 1650.
- Christianus simplex, 1656.
- Confessio oder Glauben-Bekentniss in drey Puncten, 1658.